# Cantonul Saint-Brieuc-Sud
Cantonul Saint-Brieuc-Sud este un canton din arondismentul Saint-Brieuc, departamentul Côtes-d'Armor, regiunea Bretania, Franța.